# Rocko's Modern Life
Rocko's Modern Life is een Amerikaanse animatieserie, ontwikkeld door Joe Murray. De serie werd genomineerd voor een Emmy en is gebaseerd op fictieve gebouwen, mensen en voorwerpen. Ook komen er parodieën van bestaande verhalen in voor. De hoofdpersoon Rocko woont in een stad genaamd O-Town.

## Geschiedenis
Oorspronkelijk is het karakter 'Rocko' ontstaan in een nooit uitgegeven stripboek, Travis. Joe Murray heeft het geprobeerd te verkopen in de jaren 1980, maar vond geen succes. Met de film My Dog Zero werd hij later wel bekend. Nickelodeon kocht de film en sindsdien worden er series gemaakt. Rocko's Modern Life is daarna uitgezonden op de Nederlandse Nickelodeon en bij de KRO in 1999.

## Verhaal
Rocko is een walibi die uit Australië naar Amerika (O-town) is gekomen. Daar krijgt hij een erg bizarre vriendenkring en moet hij erg wennen aan 'het moderne leven.'

## Karakters
- Rocko: Rocko is een walibi uit Australië die in Amerika is komen wonen. Hier heeft hij nogal moeite met 'het moderne leven.' Hij werkt in de boekhandel. (Engelse stem: Carlos Alazraqui) (Nederlandse stem: Tony Neef)
- Heffer: Heffer is de beste vriend van Rocko, ze leerden elkaar kennen op de middelbare school. Hij is een stier en houdt erg van eten en feesten. Heffer is geadopteerd door een wolvenfamilie die hem eerst wilden vetmesten en opeten, maar hem uiteindelijk als hun zoon hebben gerespecteerd. Heffer heeft zich nooit gerealiseerd dat hij geen familie is van de wolven, al weet hij dat hij een stier is. (Engelse stem: Tom Kenny) (Nederlandse stem: Reinder van der Naalt)
- Filburt: Dit is nog een vriend van Rocko, hij is een schildpad met een erg zwakke maag.
- Spunky: Spunky is de hond van Rocko. Hij heeft een erg hoge blaf en kwispelt constant met zijn staart.
- De Bigheads: Ed en Bev Bighead zijn de buren van Rocko. Ze zijn erg nurks en de buurvrouw probeert af en toe Rocko te versieren om haar man Ed, die haar verwaarloost, jaloers te maken. Dit werkt echter zelden. Ze hebben een zoon die Ralph heet. Hij en zijn vader zijn gebrouilleerd geraakt nadat Ralph heeft besloten om tekenfilms te gaan maken in Hollywood in plaats van zijn vaders donutbedrijf over te nemen. Ze staan synoniem voor een zwarte familie.

## Productie
Na enig succes huurde Murray kantoorruimte op Ventura Boulevard in Los Angeles, California.. Rocko's Modern Life was Murrays eerste serie.